# 釋端甫
釋端甫（770年—836年），賜諡號大達法師，俗姓趙，秦州天水人（今中國甘肅省天水市），為唐朝京師大安國寺沙門，唐代高僧。

## 生平
端甫法師的母親張夫人在懷孕時，夢到一位梵僧對她說：「妳當產下一個貴子。」便從囊袋中取出舍利子讓她吞下。法師出生後，她母親夢中那位梵僧，竟在白天來到家中，為端甫法師摩頂說：「你必當大興法教。」話說完便寂化而去。法師長大後，身高六尺五寸，聲如洪鐘，眉目深邃，有殊祥異相。
端甫法師十歲依崇福寺道悟禪師出家為沙彌，十七歲時於西明寺圓照律師座下求受具足戒成為比丘，後至崇福寺向智昇律師學習精通毘尼律典，安國寺懷素法師座下學習唯識學相關典論，向福林寺崟法師求學《涅槃經》。學畢之後夢見梵僧持璃琉缽器盛滿舍利令他服下，並說：「三藏大教盡貯汝腹矣。」
自此以後，講經說法宏辯無礙，當世經律論無有人能與法師匹敵者。
法師後至太原講經傾城前往聽教，唐德宗聞名召端甫法師進京，德宗皇帝與端甫法師於殿前相見後大為喜悅，時常召法師進宮與儒、道議論辯道。並賜紫方袍、享內供奉、東宮皇太子侍讀。順宗待端甫法師親若兄弟，相與臥起，恩禮特隆。憲宗皇帝數次前親臨安國寺，待法師若賓友，常承顧問，受三朝皇帝備加禮遇。端甫法師掌管內殿法儀，錄左街僧事。
端甫法師唐文宗開成元年（836年）六月一日，右脇而臥面西圓寂，世壽六十七歲。僧臘五十七歲。法師圓寂時正當六月酷暑，但法師的尊容莊嚴與生前無異，終日散發著香氣濃厚的異香。七月六日時遷往長樂南原荼毘 ，得瑩光閃耀舍利三百餘粒，靈骨珠圓，建塔供奉。文宗皇帝賜諡號大達，賜塔名「玄秘」，由當朝宰相大書法家裴休 撰書《玄秘塔碑銘》，記頌法師功德。

## 法嗣

### 師長
- 釋道悟
- 釋圓照
- 釋智昇
- 釋懷素